# IC 4756
IC 4756 је расијано звјездано јато у сазвјежђу Змија које се налази на листи објеката дубоког неба у Индекс каталогу.
Деклинација објекта је + 5° 26' 0" а ректасцензија 18h 38m 54,0s. Привидна величина (магнитуда) објекта IC 4756 износи 4,6. IC 4756 је још познат и под ознакама OCL 94.